# Айкач, Айча
Айча Айкач-Алтынташ (тур. Ayça Aykaç-Altıntaş; род. 27 февраля 1996, Измир, Турция) — турецкая волейболистка, либеро.

## Биография
Начала заниматься волейболом в 10-летнем возрасте в родном городе Измире при местном волейбольном клубе «Бюрса Бююкшехир». Спустя три года была принята в молодёжную команду ВК «Вакыфбанк», а с 2014 один сезон на правах аренды отыграла за «Истанбул Бююкшехир». С 2015 выступает за основную команду «Вакыфбанк» (кроме сезона 2019/20, также проведённого в аренде в ВК «Йешилъюрт»), в составе которой стала 6-кратной чемпионкой Турции, 4 раза становилась обладателем Кубка и трижды — Суперкубка страны, трижды — победителем клубного чемпионата мира и четырежды выигрывала со своей командой Лигу чемпионов ЕКВ.
В 2013—2017 выступала за юниорскую и молодёжные сборные Турции. Чемпионка мира 2017 среди старших молодёжных команд, бронзовый призёр чемпионатов Европы среди молодёжных команд 2014 и девушек 2013. С 2021 года — игрок национальной сборной Турции. В её составе: победитель Лиги наций 2023, чемпионка Европы 2023 и бронзовый призёр чемпионата Европы 2021. 

### Клубная карьера
- 2009—2014 —  «Вакыфбанк»-2 (Стамбул);
- 2014—2015 —  «Истанбул Бююкшехир» (Стамбул);
- 2015—2019 —  «Вакыфбанк» (Стамбул);
- 2019—2020 —  «Йешилъюрт» (Стамбул);
- с 2020 —  «Вакыфбанк» (Стамбул).

## Достижения

### С клубами
- 6-кратная чемпионка Турции — 2016, 2018, 2019, 2021, 2022, 2025;
  - 3-кратный бронзовый призёр чемпионатов Турции — 2017, 2023, 2024.
- 4-кратный победитель розыгрышей Кубка Турции — 2018, 2021, 2022, 2023;
  - серебряный призёр Кубка Турции 2017.
- 3-кратный обладатель Суперкубка Турции — 2017, 2021, 2023.

- 4-кратный победитель Лиги чемпионов ЕКВ — 2017, 2018, 2022, 2023;
  - серебряный призёр Лиги чемпионов ЕКВ 2021.
- 3-кратная чемпионка мира среди клубных команд — 2017, 2018, 2021;
  - двукратный серебряный (2022, 2023) и бронзовый (2016) призёр клубных чемпионатов мира.

### Со сборными Турции
- победитель Лиги наций 2023.
- чемпионка Европы 2023;
  - бронзовый призёр чемпионата Европы 2021.
- чемпионка мира среди старших молодёжных команд 2017.
- бронзовый призёр молодёжного чемпионата Европы 2014.
- бронзовый призёр чемпионата Европы среди девушек 2013.

### Индивидуальные
- 2021: лучшая либеро чемпионата Турции.
- 2023: лучшая либеро клубного чемпионата мира.

## Личная жизнь
29 сентября 2023 года вышла замуж за волейбольного тренера Мерта Алтынташа.